# Breidleria
Breidleria là một chi rêu trong họ Hypnaceae.